# لوسیوس دوم

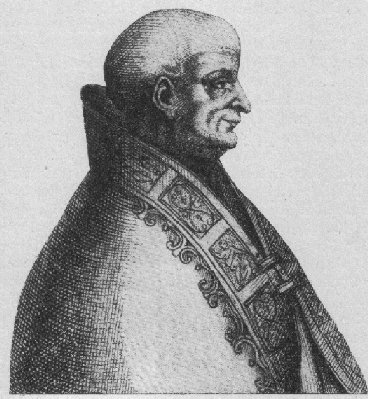
پاپ لوسیوس دوم

پاپ لوسیوس دوم (به انگلیسی: Lucius II) یکی از پاپ‌های کلیسای کاتولیک رم بود که در بولگانا به دنیا آمد و از ۱۱۴۴ تا ۱۱۴۵ میلادی پاپ بود.